# Hanka Petzold

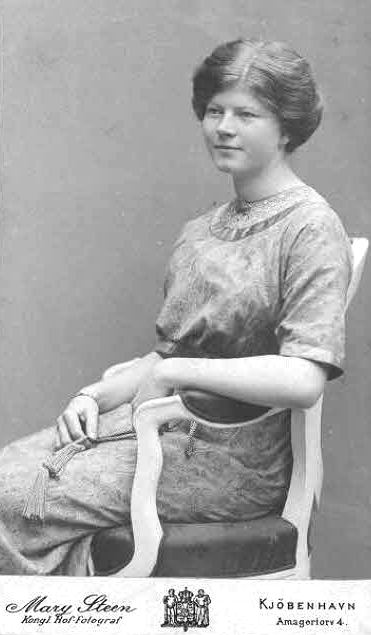
Hanka Schjelderup Petzold in jungen Jahren, fotografiert von Mary Steen

 Hanka Schjelderup Petzold (* 27. Juni 1862 in Kristiansand; † 14. August 1937 in Tokio) war eine norwegisch-deutsche Sängerin, Pianistin und Musikpädagogin. Sie wurde als „Begründerin der japanischen Vokalmusik“ bezeichnet.

## Biographie

### Herkunft und Ausbildung

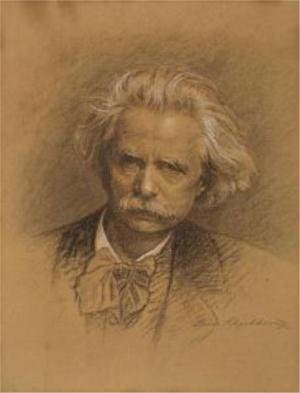
Edvard Grieg, gezeichnet von Hanka Schjelderups Schwester Leis

Hanka Schjelderup entstammte einer großbürgerlichen norwegischen Familie. Das Elternhaus wird als „europäisch-weltoffen“ und „außerordentlich herzlich“ beschrieben. Ihr Vater war Rechtsanwalt, ihre Mutter eine talentierte Pianistin. Sie hatte zwei Brüder und zwei Schwestern, die ebenso wie sie selbst von den Eltern angehalten wurden, sich künstlerisch zu betätigen. Einer ihrer Brüder war der Komponist Gerhard Schjelderup, ihre Schwester die Malerin Leis Schjelderup. 1871 zog die Familie nach Bergen, wo der Vater ein Amt vergleichbar mit dem eines Beigeordneten antrat. Die Familie pflegte ein freundschaftliches Verhältnis zu dem Komponisten Edvard Grieg. Ihr Bruder Gerhard wechselte über 100 Briefe mit Grieg und verfasste eine Biographie über ihn, und ihre Schwester Leis malte den Musiker.
Schjelderup erhielt Klavierunterricht von ihrer Mutter und bestritt ihr erstes Konzert unter der Ägide des Komponisten Ole Bull, der sie für ein „Wunderkind“ hielt. 1878 wurde sie von ihren Eltern nach Paris geschickt, um dort ihre musische Ausbildung weiterzuverfolgen. Ihre dortigen Lehrer waren Élie-Miriam Delaborde und Marie Jaëll. Als Jaëll den Eindruck bekam, dass sie Hanka Schjelderup nichts mehr beibringen könne, stellte sie ihre Schülerin dem Komponisten Franz Liszt in Weimar vor, wo dieser zeitweise lebte. Liszt erteilte ihr weiteren Unterricht und gab ihrem Spiel den „Feinschliff“.
Hanka Schjelderup beschloss, zusätzlich eine Ausbildung als Sängerin zu absolvieren. Sie ließ sich im Gesang von Mathilde Marchesi in Paris, Aglaja Orgeni in Dresden und schließlich von Julius Kniese und Cosima Wagner in Bayreuth unterrichten. Ihren ersten Auftritt als Opernsängerin hatte sie in der Rolle der Elisabeth in Wagners Tannhäuser an der Oper in Kopenhagen.

### Ehe mit Bruno Petzold

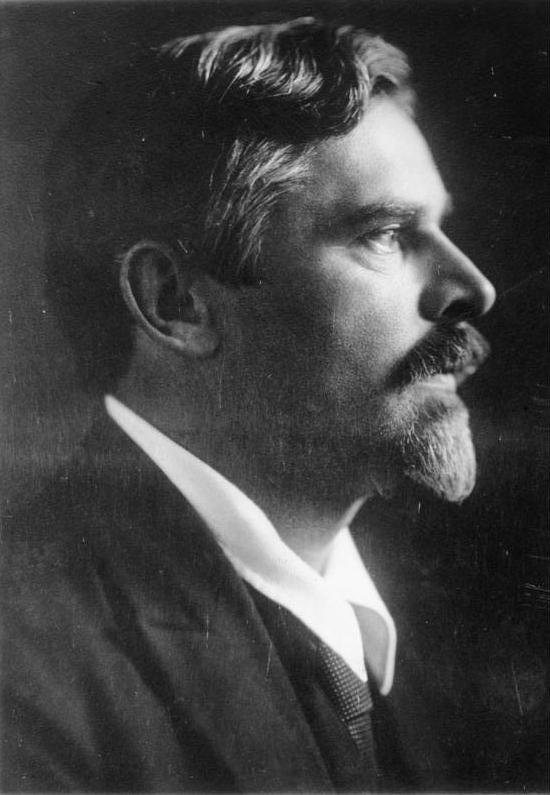
Hanka Petzolds Ehemann Bruno (1920)

Mitte der 1890er Jahre lernte Hanka Schjelderup in Leipzig den elf Jahre jüngeren deutschen Studenten Bruno Petzold kennen. Ihr Mann beschrieb sie später als eine Mischung aus „unbekümmerter Frische norwegischer Berge“ und „Pariser Raffinement“. Das Paar heiratete, lebte zunächst in Paris (1897–1901) und anschließend in London (1901–1907), wo Petzold jeweils als Journalist tätig war. Mit der Heirat nahm Hanka Petzold die deutsche Staatsbürgerschaft an. 1908 wurde Bruno Petzold als Auslandskorrespondent nach Tientsin in China entsandt, wo er bis 1910 auch eine deutschsprachige Tageszeitung herausgab. Das Ehepaar hatte inzwischen einen Sohn, Arnulf (1905–1980), der später ein renommierter Architekt wurde.

### Musikpädagogin in Japan
Hanka Petzold fühlte sich in der Koloniegesellschaft in Tientsin beengt. 1909 reiste sie mit ihrem Sohn nach Japan und gab in der Musikhochschule Tokio ein Konzert, bei dem sie Klavier spielte und sang, in der Hoffnung, sich für weitere Engagements zu empfehlen. Ihr Konzert hinterließ einen starken Eindruck auf einen Professor der Musikhochschule, den Cellisten Heinrich Werkmeister, und sie wurde als Lehrerin engagiert. Ihr Mann konnte seiner Familie 1910 nach Japan folgen, nachdem er eine Anstellung als Korrespondent in Japan für die Kölnische Zeitung erhalten hatte. In Tokio führte das Paar einen „eleganten Lebensstil“.
Bis 1937 gab Hanka Petzold mindestens 111 Konzerte in Japan. Dabei bot sie vor allem Musik der Romantik dar, die sie aus ihrer eigenen Ausbildung kannte. Auf ihre Initiative hin kam es zu japanischen Erstaufführungen von Werken Griegs und Liszts. Besonders populär wurde Solvejgs Lied aus der Peer-Gynt-Suite von Grieg, das in Japan bis 1940 mehr als 20-mal auf Schallplatte erschien.
Hanka Schjelderup Petzold unterrichtete in Japan über 350 Schüler. Darunter befanden sich die Sopranistinnen Nagai Ikuko und Hatsue Yuasa, die später in Berlin lebte, sowie die Altistin Yanagi Kaneko, die erste japanische Sängerin von internationalem Ruf. Hanka Petzold nannte sie „ihre Tochter“ und begleitete sie häufig bei ihren Konzerten auf dem Klavier. Sie unterrichtete vor allem französische und deutsche Arien. Neben der Akademie-Tätigkeit übernahm sie ab 1913 die Vokalausbildung im Opernfach am Kaiserlichen Schauspielhaus und gab Privatunterricht. Zudem kam es zur Formierung eines Trios (Violine, Cello und Klavier) aus Musikakademielehrern, die zeitweise bei den Petzolds zuhause tagten und musizierten.
Bei der Vermittlung westlicher klassischer Musik hatte Hanka Petzold einen anderen Ansatz als viele ihrer deutschen Kollegen: In der Regel waren deutsche Musiklehrer in Japan aus Deutschland offiziell abgeordnet, mit dem Auftrag, westliche Musikkultur zu vermitteln. Hanka Petzold hingegen war aus eigener Initiative in Japan tätig, gebürtige Norwegerin und hatte in mehreren Ländern gelebt, was ihr einen „offenen Blick für die Menschen und die Kultur im anderen Land“ schenkte.
1924 wurde ihr Vertrag mit der Akademie mittels einer „brüskierenden“ Mitteilung nicht verlängert. Als Grund dafür wird ihre Teilnahme an einem Konzert zugunsten eines koreanischen Kunstmuseums vermutet. Korea war zu dieser Zeit eine japanische Kolonie, und derartige kulturelle Emanzipationsbestrebungen wurden in Japan ungern gesehen. Im selben Jahr wurde sie vom norwegischen König Haakon VII. mit der Goldmedaille Litteris et artibus ausgezeichnet. Der preußische Kulturminister Carl Heinrich Becker sprach ihr offiziell seinen Dank aus, und sie erhielt die Rote Kreuz-Medaille in Silber für ihre kulturellen Verdienste. Petzolds Nachfolgerin an der Musikhochschule Tokio wurde die gebürtige Breslauerin Margarete Netke-Löwe.

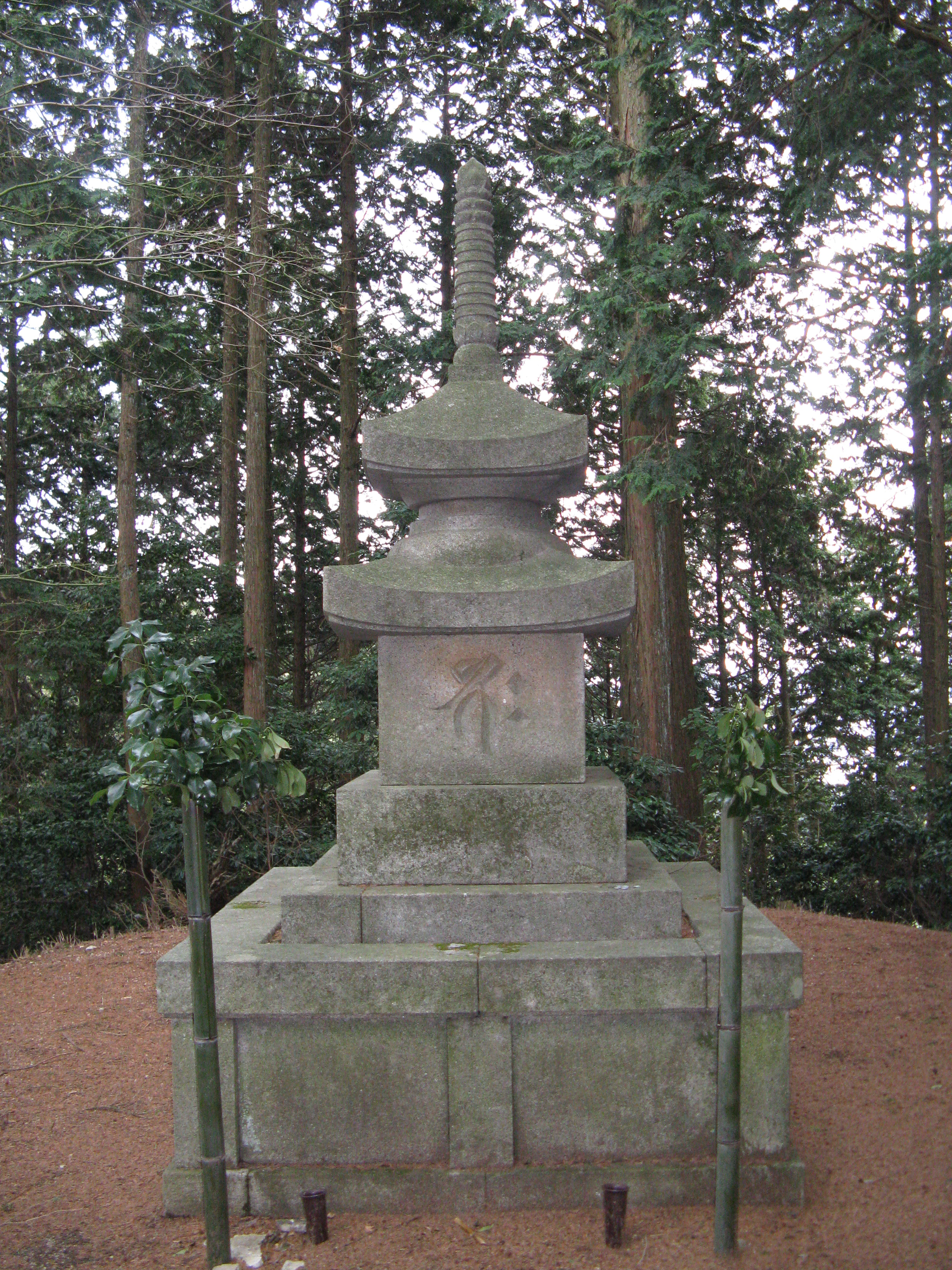
Das Grab von Hanka und Bruno Petzold auf dem Hiei-zan

Nach ihrer Entlassung gründeten die Schüler von Hanka Petzold die Nadeshiko-kai („Prachtnelken-Gesellschaft“) und veranstalteten jährlich Dankeskonzerte zu ihren Ehren. In einem Zeitungsartikel hierzu wurde sie 1928 als „Begründerin der japanischen Vokalmusik“ bezeichnet. Ein Jahr später veranstaltete die Gesellschaft ein Wohltätigkeitskonzert zugunsten der Petzolds, nachdem deren Haus abgebrannt war und sich Bruno Petzold bei einem Sprung auf eine brennende Treppe die Beine gebrochen hatte. Am 9. Mai 1934 beging der Kreis von Schülern und Freunden mit einem Festkonzert das 25-jährige Jubiläum des Japanaufenthalts ihrer Lehrerin.
Hanka Petzold soll nach einem Bericht der deutschen Botschaft in Tokio dem Nationalsozialismus gegenüber „positiv“ eingestellt gewesen sein. Bruno Petzold hingegen lehnte die politische Entwicklung in NS-Deutschland ab. So zog er sich freiwillig aus dem Vorstand der Deutschen Gesellschaft für Natur- und Völkerkunde Ostasiens (OAG) in Tokio zurück, in der sich in Japan lebende Deutsche und deutschsprachige Ausländer zusammenfanden. Ab 1934 gaben zunehmend Mitglieder der NSDAP den Ton in der OAG an, sodass auch jüdische Deutsche der Gesellschaft den Rücken kehrten, darunter z. B. Klaus Pringsheim, Zwillingsbruder von Katia Mann, der Musik in Tokio unterrichtete. Bruno Petzold hatte sich inzwischen dem Buddhismus zugewandt – er erreichte den Rang eines Priesters – und griff „unbekümmert und furchtlos das unmenschliche Tun Hitlers“ an.
Hanka Petzold lebte in den Jahren bis zu ihrem Tod im Jahr 1937 zurückgezogen von der deutschen Kolonie in Tokio und pflegte hauptsächlich Kontakt zu ihren japanischen Schülerinnen. Durch diese Entwicklungen und weil sie keine schriftlichen Dokumente hinterließ, geriet ihr Wirken weitgehend ins Vergessen. Ihr Mann starb 1949. Das Ehepaar ist gemeinsam bestattet auf dem Hiei-zan, nahe dem Kloster Enryaku-ji, einem Hauptsitz der buddhistischen Tendai-Schule, der Bruno Petzold verbunden war.